# خريطة عميقة
تشير الخريطة العميقة إلى خريطة تحتوي على معلومات أكبر من صورة ثنائية الأبعاد للأماكن والأسماء والطوبوغرافيا.
كان هذا النوع من الاستكشاف المكثف للمكان قد حظي بشعبية من قبل المؤلف ويليام ليست هيت-مون من خلال كتابه (PrairyErth: A Deep Map (1991. يمكن أن يأخذ عمل الخريطة العميقة شكل الكتابة الوثائقية ذات الجودة الأدبية. قد يتم تنفيذها في شكل طويل على أنظمة الراديو. لا يمنع الجمع بين الكتابة والتصوير والرسم التوضيحي. موضوع هذه الخرائط هو مكان معين، وعادة ما يكون هذا المكان صغير جدا ومحدود، وعادةً يكون منطقة ريفية.
تتجاوز الخريطة العميقة الكتابة الطبوغرافية المبنية على المناظر الطبيعية / التاريخ لتشمل السيرة الذاتية وعلم الآثار والقصص والذكريات والفولكلور والآثار والتقارير والطقس والمقابلات والتاريخ الطبيعي والعلوم والحدس. في أفضل حالاته، يصل العمل الناتج إلى خريطة «عميقة» متعددة الطبقات ودقيقة لمنطقة صغيرة من الأرض.
روج علماء وكُتّاب الولايات المتحدة في الأقاليم البيولوجية لمفهوم الخرائط العميقة. من أفضل الأمثلة المعروفة في الولايات المتحدة الأمريكية هي فيلم وولف ويلو (والاس ويلغن) (1962) وهيت موون برايري إيرث (1991).
في بريطانيا العظمى، يتم استخدام هذه الطريقة من قبل أولئك الذين يستخدمون مصطلحات «روح المكان» و «التميز المحلي». أجرت BBC Radio 4 مؤخرًا سلسلة من الأفلام الوثائقية الإذاعية التي تعد خرائط عميقة. انها مستوحاة من العمل «الإحساس بالمكان» لمنظمة الأرضية المشتركة .
كما انها مستخدمة في مجال نظم المعلومات الجغرافية، تحتوي الخرائط العميقة على أنواع أكثر من المعلومات من الصور ثنائية الأبعاد ذات الملصقات. قد يكون لديهم معلومات ثلاثية الأبعاد أو معلومات حول التعداد أو معلومات عن الصحة أو المهاجرين أو التعليم؛ معلومات عن مباني معينة، التحف الأثرية ومكانها، والتركيبة السكانية للمدن. يمكنهم ربط الأماكن بالوثائق حول تاريخها. يمكن أن تساعد في دعم الأوصاف الذاتية والسرد.